# Panamá Viejo
Panamá Viejo có nghĩa là Panamá cổ là phế tích, từng là cố doanh phủ của xứ Panama. Di chỉ này nay nằm ở phía đông Thành phố Panama hiện tại. Khu vực này đã được UNESCO công nhận là Di sản thế giới vào năm 1997.

## Lịch sử
Ngày 15 tháng 8 năm 1519 triều đình Tây Ban Nha phái Pedro Arias Dávila cùng với 100 dân sang lập ấp trại ở Panama. Nơi đó trở thành thị trấn đầu tiên của người Âu châu trông ra Thái Bình Dương, thay thế lỵ sở cũ là Santa María la Antigua del Darien và Acla bên phía biển Caribe. Năm 1521, tức là chỉ hai năm sau khi thành lập Panama, vua Tây Ban Nha là Carlos I sắc phong cho thị trấn này cùng ban huy hiệu và một số đặc ân ấn định Panama là trọng trấn của triều đình. Sắc dụ cũng cho phép cư dân lập ra hội đồng quản hạt. Từ đó trở đi Panama trở thành cứ điểm cho quan quân Tây Ban Nha mở cuộc nam chinh chiếm xứ Peru của người Inca. Bình định được Peru rồi thì bao nhiêu vàng từ Peru và bạc từ Bolivia lại theo ngả đường biển ngược về Panama cất giữ, chờ vận chuyển về Tây Ban Nha. Vì vậy Panama có tiếng là nơi lắm của, tồn trữ vàng bạc và vô số quý kim.
Năm 1539 và 1563, thị trấn Panama bị hai cơn hỏa hoạn lớn thiêu hủy nhưng sau đó lại phát triển mạnh. Năm 1610 tính được 5000 cư dân với 500 nóc nhà cùng những dinh sở như tu viện, nhà thờ, bệnh viện và nhà kho.
Sang đầu thế kỷ 17, Panama bị cướp biển và thổ dân nổi lên cướp phá mấy đợt. Ngày 2 tháng 5 năm 1620 thì lại bị thiên tai: một trận động đất lớn làm sập nhà cửa thiệt hại khá nhiều. Ngày 21 tháng 2 năm 1644, thị trấn Panama lại bị cơn cháy thiêu đốt 83 dinh cơ tôn giáo kể cả ngôi nhà thờ lớn. Vào thời điểm đó dân cư tính được 8.000 người.
Năm 1670, thị trấn Panama đếm được hơn 10.000 cư dân. Sang năm sau, ngày 28 tháng 1 năm 1671, tay cướp biển kỳ cựu Henry Morgan gốc Wales đem hơn 1.400 thủ hạ kéo vào đánh phá Panama. Morgan cho lính cập bến bên biển Caribe rồi đốc sức vượt núi rừng qua eo đất đánh úp thị trấn Panama. Don Juan Pérez de Guzmán điều quân giữ thành nhưng thất bại. Quân cướp phá thủng vòng phòng thủ vào được trong thành đốt phá rồi vơ vét của cải. Trong cơn binh biến kho thuốc súng phát hỏa, lửa ngùn ngụt thiêu hủy thị trấn Panama, lần này kể như toàn phần. Số tử vong lên hàng nghìn. Dân chúng xiêu tán cả, số còn lại sau phải dời về địa điểm khác cách Panama vài cây số về phía tây, lập ra Casco Viejo tức là khu phố cổ của thành phố Panama mới.
Triều đình Tây Ban Nha lấy việc đó trách cứ vua Anh vì hai nước đã ký hòa ước trước đó vài năm kết thúc Chiến tranh Anh-Tây Ban Nha (1654-1660). Morgan bị bắt và giải về nước năm 1672. Nại cớ vì không biết triều đình hai nước đã giảng hòa nên đã vô tình đánh Panama, Morgan không những không bị phạt mà còn được vua Charles II phong tước hiệu năm 1674 rồi phái sang Jamaica làm Phó Thống đốc.

## Văn hóa
Di sản thế giới này đã xuất hiện như là một điểm dừng thứ 19 của chương trình truyền hình thực tế The Amazing Race hay lễ trao giải lần thứ 7 của chương trình Survivor: Pearl Islands của CBS Survivor cũng đã được tổ chức ở đây.